# Marianna Malińska
Marianna Malińska, även kallad Malewiczówna, född 1767, död efter 1797, var Polens första ballerina som var född i landet, och hon var aktiv 1778-1797. 

## Biografi
Malińska tillhörde greve Antoni Tyzenhauz livegna och placerades av honom i hans privata balettskola, som låg på hans egendom i Grodno och Postawy.
Hon testamenterades till kungen tillsammans med hela baletten 1785. Hon var sedan engagerad vid kungliga baletten Hans Majestäts Nationaldansare på Nationalteatern i Warszawa. Fram till dess hade balett i Polen utövats enbart av inhyrda utländska balettsällskap från Italien och Frankrike, som främst uppträtt för kungliga hovet. Det balettsällskap på 30 dansare, som hade skapats på initiativ av den balettintresserade Tyzenhauz, och tränats upp av François Gabriel Le Doux från Paris och Daniel Curz från Venedig, blev därmed den första baletten i Polen, och dess medlemmar var landets första inhemska yrkesdansare. 
Marianna Malińska nämns som en av balettens fem största stjärnor vid sidan av Michał Rymiński, Dorota Sitańska, Adam Brzeziński, och Stefan Holnicki. Hon räknas som en av balettens stora kvinnliga stjärnor och Polens första ballerina, som var född i landet. Bland hennes roller nämns Silii i Kapitan Sander na wyspie Karolinie, Eliany i Małżeństwo Samnitów, och partier i Hylas i Sylwia, Kora i Alonzo, czyli Dziewice słońca, Lucas et Colinette, och Mirza i Lindor. Hon fick vid flera tillfällen personliga gåvor från monarken som tack för sina insatser. 
Malińska lämnade baletten efter Polens sista delning 1795 och var därefter verksam i Lwow. Hennes liv efter år 1797 är okänt.